# Limnichus tonkineus
Limnichus tonkineus är en skalbaggsart som beskrevs av Leon Fairmaire 1888. Limnichus tonkineus ingår i släktet Limnichus och familjen lerstrandbaggar. Inga underarter finns listade i Catalogue of Life.